# 아디 그라노브
아디 그라노브(보스니아어: Adi Granov)는 보스니아 태생의 미국 만화가이다. 그는 《아이언맨》 4부의 일러스트레이션을 담당하였는데, 이 작업은 차후 2008년 존 패브로 감독의 영화 《아이언맨》에서 디자인의 원안이 되었다. 이외에 그라노브는 주로 표지 작업을 하고 있다.
그는 사라예보에서 태어났다. 1994년 보스니아 전쟁을 피해 가족과 같이 미국으로 와서 포틀랜드, 오리건, 시애틀 등에서 자랐으며, 이 지역 대학에서 미술을 전공했다.
그라노브의 화풍은 다른 만화가, 삽화가 뫼비위스, 소라야마 하지메, 드루 스트루전에게서 영향을 받았다.

## 저작

### 마블 코믹스
| 제목           | 원제           | 이슈                | 작화        | 연도    |
| -------------- | -------------- | ------------------- | ----------- | ------- |
| 아이언맨 (4부) | Iron Man Vol.3 | #1-6 "익스트리미스" | 워런 엘리스 | 2005-06 |